# Збажди
Збажди (мкд. Збажди) су насеље у Северној Македонији, у западном делу државе. Збажди припадају општини Струга.

## Географија
Насеље Збажди је смештено у западном делу Северне Македоније. Од најближег града, Струге, насеље је удаљено 30 km северно.
Збажди се налазе у малој историјској области Малесија, која обухвата западну страну планине Караорман. Насеље је положено високо. Западно од насеља тло се спушта у клисуру Црног Дрима, где је образовано вештачко језеро Глобочица. Надморска висина насеља је приближно 1.040 метара.
Клима у насељу је планинска.

## Становништво
Збажди су према последњем попису из 2002. године имали 10 становника. 
Претежно становништво у насељу су етнички Македонци (100%).
Већинска вероисповест је православље.